# 埃伊內西爾
埃伊內西爾是土耳其的城鎮，位於該國北部黑海沿岸，由吉雷松省負責管轄，面積46平方公里，海拔高度88米，該鎮自公元前1500年有人類居住，2010年人口7,505。

## 外部連結
- （土耳其文） Eynesilin Vizyonu
- （土耳其文） the district governorate
- （土耳其文） local information